# UCI-Mountainbike-Weltcup 2022
Der UCI-Mountainbike-Weltcup 2022 wurde von März bis September in den Disziplinen Cross-Country (Short Track XCC und olympisch XCO) und Downhill DHI ausgetragen. Erstmals gab es neben der Gesamtwertung im Cross-Country eine gesonderte Gesamtwertung für den Short Track.
Geplant waren 9 Wettbewerbe im Cross-Country und 8 Wettbewerbe im Downhill, die alle auch ausgetragen wurden. Erstmals fand ein Weltcup in  Petrópolis statt.

## Programm
| Datum           | Disziplinen | Austragungsort       |
| --------------- | ----------- | -------------------- |
| 26.–27. März    | DH          | Lourdes              |
| 8.–10. April    | XCO/XCC     | Petrópolis           |
| 6.–8. Mai       | XCO/XCC     | Albstadt             |
| 13.–15. Mai     | XCO/XCC     | Nové Město na Moravě |
| 21.–22. Mai     | DH          | Fort William         |
| 10.–12. Juni    | DH/XCO/XCC  | Leogang              |
| 8.–10. Juli     | DH/XCO/XCC  | Lenzerheide          |
| 15.–17. Juli    | DH/XCO/XCC  | Vallnord             |
| 29.–31. Juli    | DH/XCO/XCC  | Snowshoe             |
| 5.–7. August    | DH/XCO/XCC  | Mont Sainte-Anne     |
| 2.–4. September | DH/XCO/XCC  | Val di Sole          |

## Cross-Country

### Frauen Elite
| Rnd | Datum           | Ort                  | Race | Erste                  | Zweite                 | Dritte             |
| --- | --------------- | -------------------- | ---- | ---------------------- | ---------------------- | ------------------ |
| 1   | 8.–10. April    | Petrópolis           | XCC  | Pauline Ferrand-Prévot | Laura Stigger          | Evie Richards      |
| 1   | 8.–10. April    | Petrópolis           | XCO  | Rebecca McConnell      | Anne Terpstra          | Loana Lecomte      |
| 2   | 6.–8. Mai       | Albstadt             | XCC  | Rebecca McConnell      | Pauline Ferrand-Prévot | Jenny Rissveds     |
| 2   | 6.–8. Mai       | Albstadt             | XCO  | Rebecca McConnell      | Jenny Rissveds         | Mona Mitterwallner |
| 3   | 13.–15. Mai     | Nové Město na Moravě | XCC  | Jolanda Neff           | Rebecca McConnell      | Jenny Rissveds     |
| 3   | 13.–15. Mai     | Nové Město na Moravě | XCO  | Rebecca McConnell      | Loana Lecomte          | Jenny Rissveds     |
| 4   | 10.–12. Juni    | Leogang              | XCC  | Loana Lecomte          | Anne Terpstra          | Caroline Bohé      |
| 4   | 10.–12. Juni    | Leogang              | XCO  | Loana Lecomte          | Jenny Rissveds         | Laura Stigger      |
| 5   | 8.–10. Juli     | Lenzerheide          | XCC  | Jenny Rissveds         | Alessandra Keller      | Jolanda Neff       |
| 5   | 8.–10. Juli     | Lenzerheide          | XCO  | Loana Lecomte          | Jenny Rissveds         | Alessandra Keller  |
| 6   | 15.–17. Juli    | Vallnord             | XCC  | Alessandra Keller      | Anne Terpstra          | Rebecca McConnell  |
| 6   | 15.–17. Juli    | Vallnord             | XCO  | Anne Terpstra          | Mona Mitterwallner     | Ramona Forchini    |
| 7   | 29.–31. Juli    | Snowshoe             | XCC  | Gwendalyn Gibson       | Anne Terpstra          | Jenny Rissveds     |
| 7   | 29.–31. Juli    | Snowshoe             | XCO  | Alessandra Keller      | Jenny Rissveds         | Anne Terpstra      |
| 8   | 5.–7. August    | Mont Sainte-Anne     | XCC  | Jolanda Neff           | Gwendalyn Gibson       | Alessandra Keller  |
| 8   | 5.–7. August    | Mont Sainte-Anne     | XCO  | Jolanda Neff           | Mona Mitterwallner     | Haley Batten       |
| 9   | 2.–4. September | Val di Sole          | XCC  | Pauline Ferrand-Prévot | Loana Lecomte          | Alessandra Keller  |
| 9   | 2.–4. September | Val di Sole          | XCO  | Pauline Ferrand-Prévot | Loana Lecomte          | Jolanda Neff       |

Gesamtwertung Cross-Country (XCO und XCC)
| Platz | Name               | Punkte |
| ----- | ------------------ | ------ |
| 1.    | Alessandra Keller  | 1.682  |
| 2.    | Rebecca McConnell  | 1.626  |
| 3.    | Anne Terpstra      | 1.618  |
| 4.    | Loana Lecomte      | 1.469  |
| 5.    | Mona Mitterwallner | 1.461  |
| 6.    | Jolanda Neff       | 1.424  |

Gesamtwertung Short-Track (nur XCC)
| Platz | Name              | Punkte |
| ----- | ----------------- | ------ |
| 1.    | Alessandra Keller | 1.460  |
| 2.    | Rebecca McConnell | 1.270  |
| 3.    | Jolanda Neff      | 1.249  |
| 4.    | Anne Terpstra     | 1.214  |
| 5.    | Jenny Rissveds    | 1.028  |
| 6.    | Gwendalyn Gibson  | 990    |

### Männer Elite
| Rnd | Datum           | Ort                  | Race | Erster               | Zweiter            | Dritter                   |
| --- | --------------- | -------------------- | ---- | -------------------- | ------------------ | ------------------------- |
| 1   | 8.–10. April    | Petrópolis           | XCC  | Alan Hatherly        | Thomas Litscher    | Maxime Marotte            |
| 1   | 8.–10. April    | Petrópolis           | XCO  | Nino Schurter        | Maxime Marotte     | Vlad Dascălu              |
| 2   | 6.–8. Mai       | Albstadt             | XCC  | Samuel Gaze          | Jordan Sarrou      | Nino Schurter             |
| 2   | 6.–8. Mai       | Albstadt             | XCO  | Thomas Pidcock       | Nino Schurter      | Vlad Dascălu              |
| 3   | 13.–15. Mai     | Nové Město na Moravě | XCC  | Luca Schwarzbauer    | Thomas Pidcock     | Filippo Colombo           |
| 3   | 13.–15. Mai     | Nové Město na Moravě | XCO  | Thomas Pidcock       | Vlad Dascălu       | Nino Schurter             |
| 4   | 10.–12. Juni    | Leogang              | XCC  | Mathias Flückiger    | Vlad Dascălu       | Vital Albin               |
| 4   | 10.–12. Juni    | Leogang              | XCO  | Mathias Flückiger    | Nino Schurter      | Alan Hatherly             |
| 5   | 8.–10. Juli     | Lenzerheide          | XCC  | Filippo Colombo      | Mathias Flückiger  | Alan Hatherly             |
| 5   | 8.–10. Juli     | Lenzerheide          | XCO  | Luca Braidot         | Alan Hatherly      | Mathias Flückiger         |
| 6   | 15.–17. Juli    | Vallnord             | XCC  | Mathias Flückiger    | Alan Hatherly      | Vlad Dascălu              |
| 6   | 15.–17. Juli    | Vallnord             | XCO  | Luca Braidot         | David Valero       | Nino Schurter             |
| 7   | 29.–31. Juli    | Snowshoe             | XCC  | Christopher Blevins  | Vlad Dascălu       | Luca Braidot              |
| 7   | 29.–31. Juli    | Snowshoe             | XCO  | David Valero Serrano | Titouan Carod      | Luca Braidot              |
| 8   | 5.–7. August    | Mont Sainte-Anne     | XCC  | Filippo Colombo      | José Gerardo Ulloa | Sebastian Fini Carstensen |
| 8   | 5.–7. August    | Mont Sainte-Anne     | XCO  | Titouan Carod        | Filippo Colombo    | David Valero Serrano      |
| 9   | 2.–4. September | Val di Sole          | XCC  | Titouan Carod        | Alan Hatherly      | Luca Braidot              |
| 9   | 2.–4. September | Val di Sole          | XCO  | Titouan Carod        | Nino Schurter      | Jordan Sarrou             |

Gesamtwertung Cross-Country (XCO und XCC)
| Platz | Name                 | Punkte |
| ----- | -------------------- | ------ |
| 1.    | Nino Schurter        | 1.723  |
| 2.    | Titouan Carod        | 1.620  |
| 3.    | Luca Braidot         | 1.533  |
| 4.    | David Valero Serrano | 1.511  |
| 5.    | Alan Hatherly        | 1.475  |
| 6.    | Vlad Dascălu         | 1.334  |

Gesamtwertung Short-Track (nur XCC)
| Platz | Name              | Punkte |
| ----- | ----------------- | ------ |
| 1.    | Alan Hatherly     | 1.342  |
| 2.    | Filippo Colombo   | 1.156  |
| 3.    | Titouan Carod     | 1.083  |
| 4.    | Mathias Flückiger | 988    |
| 5.    | Luca Schwarzbauer | 970    |
| 6.    | Vlad Dascălu      | 950    |

### Frauen U23
| Rnd | Datum        | Ort                  | Erste          | Zweite            | Dritte          |
| --- | ------------ | -------------------- | -------------- | ----------------- | --------------- |
| 1   | 9. Mai       | Petrópolis           | Line Burquier  | Sara Cortinovis   | Giada Specia    |
| 2   | 8. Mai       | Albstadt             | Line Burquier  | Puck Pieterse     | Sofie Pedersen  |
| 3   | 15. Mai      | Nové Město na Moravě | Line Burquier  | Puck Pieterse     | Giada Specia    |
| 4   | 12. Juni     | Leogang              | Puck Pieterse  | Line Burquier     | Olivia Onesti   |
| 5   | 10. Juli     | Lenzerheide          | Sofie Pedersen | Line Burquier     | Puck Pieterse   |
| 6   | 17. Juli     | Vallnord             | Line Burquier  | Ronja Blöchlinger | Puck Pieterse   |
| 7   | 31. Juli     | Snowshoe             | Noëlle Buri    | Luisa Daubermann  | Madigan Munro   |
| 8   | 7. August    | Mont Sainte-Anne     | Noëlle Buri    | Madigan Munro     | Sara Cortinovis |
| 9   | 4. September | Val di Sole          | Line Burquier  | Ronja Blöchlinger | Noemie Garnier  |

Gesamtwertung
| Platz | Name            | Punkte |
| ----- | --------------- | ------ |
| 1.    | Line Burquier   | 825    |
| 2.    | Noëlle Buri     | 665    |
| 3.    | Sara Cortinovis | 566    |
| 4.    | Giada Specia    | 495    |
| 5.    | Sofie Pedersen  | 490    |

### Männer U23
| Rnd | Datum        | Ort                  | Erster          | Zweiter                            | Dritter                            |
| --- | ------------ | -------------------- | --------------- | ---------------------------------- | ---------------------------------- |
| 1   | 9. Mai       | Petrópolis           | Martín Vidaurre | Janis Baumann                      | Oleksandr Hudyma                   |
| 2   | 8. Mai       | Albstadt             | Martín Vidaurre | Gustavo Xavier De Oliveira Pereira | Dario Lillo                        |
| 3   | 15. Mai      | Nové Město na Moravě | Martín Vidaurre | Simone Avondetto                   | Dario Lillo                        |
| 4   | 12. Juni     | Leogang              | Martín Vidaurre | Simone Avondetto                   | Filippo Fontana                    |
| 5   | 10. Juli     | Lenzerheide          | Martín Vidaurre | Carter Woods                       | Charlie Aldridge                   |
| 6   | 17. Juli     | Vallnord             | Carter Woods    | Luca Martin                        | Riley Amos                         |
| 7   | 31. Juli     | Snowshoe             | Martín Vidaurre | Bjorn Riley                        | Mathis Azzaro                      |
| 8   | 7. August    | Mont Sainte-Anne     | Martín Vidaurre | David Domingo Campos               | Carter Woods                       |
| 9   | 4. September | Val di Sole          | Martín Vidaurre | David Domingo Campos               | Gustavo Xavier De Oliveira Pereira |

Gesamtwertung
| Platz | Name                 | Punkte |
| ----- | -------------------- | ------ |
| 1.    | Martín Vidaurre      | 1.055  |
| 2.    | Carter Woods         | 640    |
| 3.    | David Domingo Campos | 543    |
| 4.    | Simone Avondetto     | 467    |
| 5.    | Mathis Guay          | 426    |

## Downhill

### Frauen Elite
| Rnd | Datum        | Ort              | Erste            | Zweite           | Dritte           |
| --- | ------------ | ---------------- | ---------------- | ---------------- | ---------------- |
| 1   | 27. März     | Lourdes          | Camille Balanche | Myriam Nicole    | Tahnée Seagrave  |
| 2   | 22. Mai      | Fort William     | Nina Hoffmann    | Camille Balanche | Myriam Nicole    |
| 3   | 11. Juni     | Leogang          | Camille Balanche | Myriam Nicole    | Eleonora Farina  |
| 4   | 9. Juli      | Lenzerheide      | Myriam Nicole    | Camille Balanche | Eleonora Farina  |
| 5   | 16. Juli     | Vallnord         | Valentina Höll   | Nina Hoffmann    | Camille Balanche |
| 6   | 30. Juli     | Snowshoe         | Camille Balanche | Myriam Nicole    | Nina Hoffmann    |
| 7   | 6. August    | Mont Sainte-Anne | Valentina Höll   | Nina Hoffmann    | Eleonora Farina  |
| 8   | 3. September | Val di Sole      | Myriam Nicole    | Nina Hoffmann    | Valentina Höll   |

Gesamtwertung
| Platz | Name             | Punkte |
| ----- | ---------------- | ------ |
| 1.    | Camille Balanche | 1.465  |
| 2.    | Myriam Nicole    | 1.405  |
| 3.    | Valentina Höll   | 1.386  |
| 4.    | Nina Hoffmann    | 1.133  |
| 5.    | Eleonora Farina  | 1.021  |
| 6.    | Monika Hrastnik  | 818    |

### Männer Elite
| Rnd | Datum        | Ort              | Erster         | Zweiter          | Dritter             |
| --- | ------------ | ---------------- | -------------- | ---------------- | ------------------- |
| 1   | 27. März     | Lourdes          | Amaury Pierron | Finnley Iles     | Loïc Bruni          |
| 2   | 22. Mai      | Fort William     | Amaury Pierron | Thibaut Dapréla  | Laurie Greenland    |
| 3   | 11. Juni     | Leogang          | Matt Walker    | Danny Hart       | Angel Suarez Alonso |
| 4   | 9. Juli      | Lenzerheide      | Amaury Pierron | Finnley Iles     | Greg Minnaar        |
| 5   | 16. Juli     | Vallnord         | Loris Vergier  | Loïc Bruni       | Finnley Iles        |
| 6   | 30. Juli     | Snowshoe         | Amaury Pierron | Bernard Kerr     | Andreas Kolb        |
| 7   | 6. August    | Mont Sainte-Anne | Finnley Iles   | Laurie Greenland | Troy Brosnan        |
| 8   | 3. September | Val di Sole      | Loris Vergier  | Andreas Kolb     | Dakotah Norton      |

Gesamtwertung
| Platz | Name             | Punkte |
| ----- | ---------------- | ------ |
| 1.    | Amaury Pierron   | 1.253  |
| 2.    | Loris Vergier    | 1.005  |
| 3.    | Finnley Iles     | 996    |
| 4.    | Andreas Kolb     | 826    |
| 5.    | Bernard Kerr     | 755    |
| 6.    | Laurie Greenland | 740    |

### Frauen U19
| Rnd | Datum        | Ort              | Erste            | Zweite           | Dritte           |
| --- | ------------ | ---------------- | ---------------- | ---------------- | ---------------- |
| 1   | 27. März     | Lourdes          | Gracey Hemstreet | Phoebe Gale      | Izabela Yankova  |
| 2   | 22. Mai      | Fort William     | Gracey Hemstreet | Phoebe Gale      | Aimi Kenyon      |
| 3   | 11. Juni     | Leogang          | Phoebe Gale      | Jenna Hastings   | Gracey Hemstreet |
| 4   | 9. Juli      | Lenzerheide      | Gracey Hemstreet | Phoebe Gale      | Jenna Hastings   |
| 5   | 16. Juli     | Vallnord         | Phoebe Gale      | Gracey Hemstreet | Jenna Hastings   |
| 6   | 30. Juli     | Snowshoe         | Gracey Hemstreet | Aimi Kenyon      | Izabela Yankova  |
| 7   | 6. August    | Mont Sainte-Anne | Phoebe Gale      | Izabela Yankova  | Gracey Hemstreet |
| 8   | 3. September | Val di Sole      | Gracey Hemstreet | Izabela Yankova  | Jenna Hastings   |

Gesamtwertung
| Platz | Name             | Punkte |
| ----- | ---------------- | ------ |
| 1.    | Gracey Hemstreet | 440    |
| 2.    | Phoebe Gale      | 355    |
| 3.    | Izabela Yankova  | 295    |
| 4.    | Jenna Hastings   | 295    |
| 5.    | Aimi Kenyon      | 240    |

### Männer U19
| Rnd | Datum        | Ort              | Erster            | Zweiter               | Dritter                 |
| --- | ------------ | ---------------- | ----------------- | --------------------- | ----------------------- |
| 1   | 27. März     | Lourdes          | Jackson Goldstone | Remy Meier-Smith      | Jordan Williams         |
| 2   | 22. Mai      | Fort William     | Jordan Williams   | Jackson Goldstone     | Remy Meier-Smith        |
| 3   | 11. Juni     | Leogang          | Jordan Williams   | Jackson Goldstone     | Lachlan Stevens-McNab   |
| 4   | 9. Juli      | Lenzerheide      | Jackson Goldstone | Lachlan Stevens-McNab | Jordan Williams         |
| 5   | 16. Juli     | Vallnord         | Jackson Goldstone | Jordan Williams       | Tegan Cruz              |
| 6   | 30. Juli     | Snowshoe         | Jackson Goldstone | Tegan Cruz            | Sebastian Holguin Villa |
| 7   | 6. August    | Mont Sainte-Anne | Jackson Goldstone | Jordan Williams       | Bodhi Kuhn              |
| 8   | 3. September | Val di Sole      | Jordan Williams   | Kenneth Pinkerton     | Remy Meier-Smith        |

Gesamtwertung
| Platz | Name                  | Punkte |
| ----- | --------------------- | ------ |
| 1.    | Jackson Goldstone     | 440    |
| 2.    | Jordan Williams       | 386    |
| 3.    | Lachlan Stevens-McNab | 271    |
| 4.    | Tegan Cruz            | 227    |
| 5.    | Remy Meier-Smith      | 223    |